# Гуниа, Валико Леванович
Гуниа Валериан (Валико) Леванович (груз. ვალერიან [ვალიკო] ლევანის ძე გუნია; 21 января 1862, с. Эки — 31 июля 1938, Тбилиси) — грузинский актёр, драматург, режиссёр, театральный деятель, критик и переводчик. Народный артист Грузинской ССР (1933).

## Биография
Родился в дворянской семье. Учился в Москве в Петровско-Разумовской сельскохозяйственной академии. Вернувшись в Грузию выступал на любительской и профессиональной сцене, организовывал спектакли, работал как театральный журналист и издатель. Сделал множество переводов на грузинский язык (Н. В. Гоголя,А. Н. Островского, У. Шекспира, Мольера, В. Гюго, Г. Ибсена, Г. Гауптмана). Придерживался демократических взглядов.
С 1913 года снимался в кино.
После установления советской власти в Грузии принимал участие в организации театрального дела. В 1931 году ему было присвоено звание заслуженного артиста СССР, а в 1933 году — звание народного артиста.

## Память

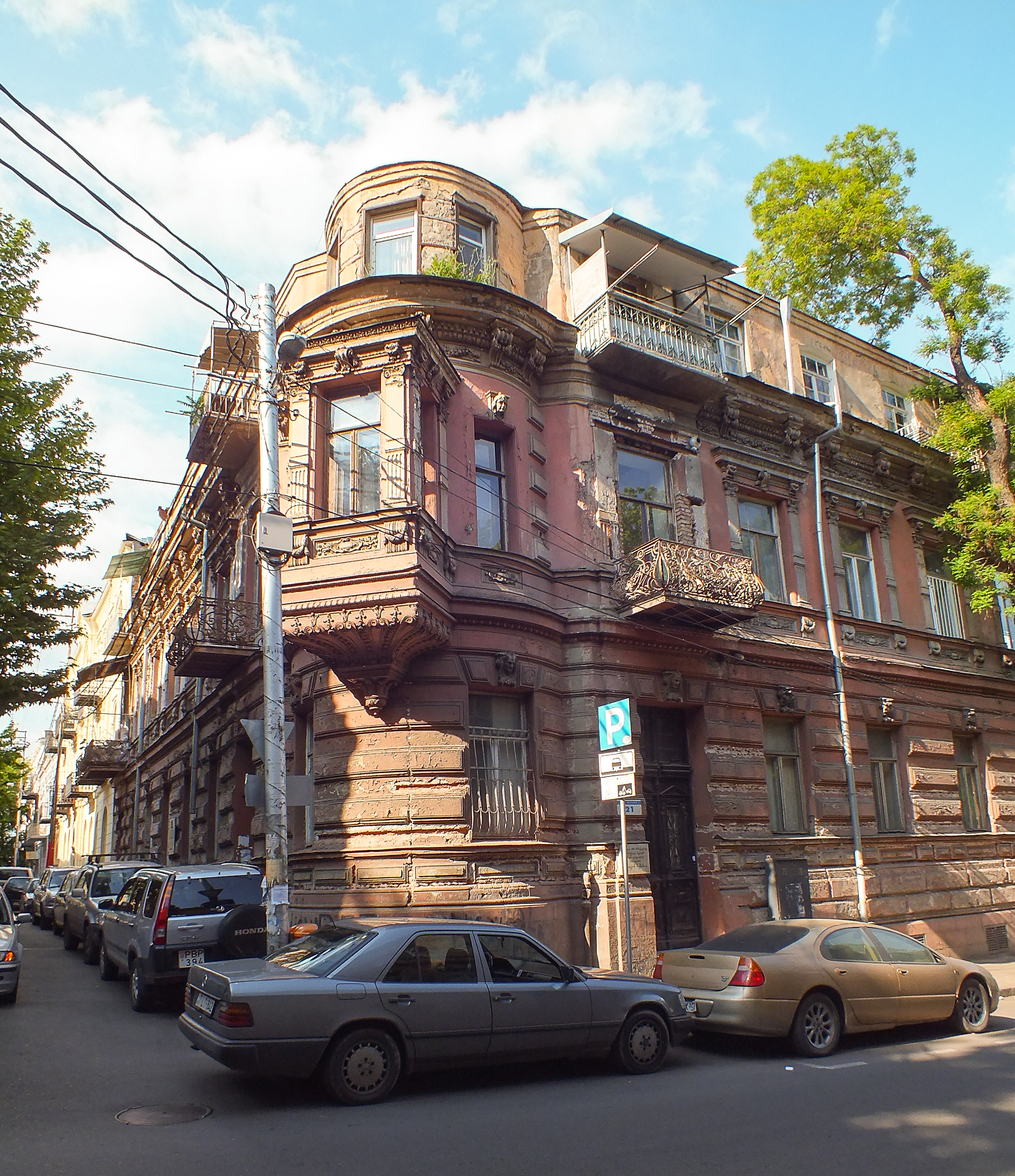
д. 24 ул. Галактиона Табидзе. Тбилиси

Имя Гуниа было присвоено Потийскому государственному театру.
На д. 24/21 по улице Галактиона Табидзе в Тбилиси установлена мемориальная доска

## Творчество

### Сочинения
- 1882 г. пьеса «Незаконнорождённый»
- «Брат и сестра» (драма)
- «Два героя» (драма)
- «Манёвры» (комедия)
- либретто к опере «Христине» Гогниашвили
- 1923 г. либретто к опере «Даиси» З. П. Палиашвили
- 1924 г. либретто к опере «Динара» Д. И. Аракишвили

### Перевод на грузинский язык либретто опер
- «Севильский цирюльник» Дж. Россини
- «Кармен» Ж. Бизе
- «Риголетто» Дж. Верди

### Некоторые роли в театре
- «Король Лир» У. Шекспира — Лир
- «Отелло» У. Шекспира — Отелло
- «Како разбойник» И. Г. Чавчавадзе — Како
- «Горе от ума» А. С. Грибоедова — Скалозуб
- «Царь Эдип» Софокла — Эдип
- «Кин» А. Дюма (сына) — Кин
- «Ревизор» Н. В. Гоголя — Осип
- «Измена» Сумбатов-Южин — Отар-бек
- «Разлом» Б. А. Лавренёва — Берсенев
- «Патара Кахи» А. Р. Церетели — Гела

### Фильмография
- 1913 — Покорение Кавказа
- 1921 — Арсен Джорджиашвили — Генерал
- 1922 — Сурамская крепость — Генерал
- 1926 — Ханума — Варахидзе
- 1927 — Амок
- 1927 — Закон гор

## Личная жизнь
Зять — Павел Сакварелидзе